# Glândula uropigiana
Glândula uropigiana são glândulas formadas de muco, sintetizam gordura que através do bico das aves é transferida para as penas com a finalidade de impermeabilizá-las. E isso serve para deixar as asas leves quando está em um tempo chuvoso, e não faz a ave cair.
É um órgão localizado sobre o uropígio das aves (região da cauda) que secreta uma substância oleosa utilizada como impermeabilizante para as penas, lubrificante para o bico, de modo que não fique quebradiço, e auxilia também na termorregulação . O espalhamento do óleo pelo corpo é feito pela própria ave, que o faz com o bico, por isso vemos aves passando o bico em si mesma, principalmente patos em lagoas. 
- Uropígio